# Vương quốc Đan Mạch
Vương quốc Đan Mạch (tiếng Đan Mạch: Kongeriget Danmark, là một cộng đồng quân chủ lập hiến gồm Đan Mạch (chính quốc) ở Bắc Âu và hai quốc gia (hoặc vùng lãnh thổ) tự trị cấu thành là Quần đảo Faroe ở Bắc Đại Tây Dương và Greenland ở Bắc Mỹ. Đan Mạch có vai trò chủ yếu trong hành pháp, lập pháp và tư pháp . Quan hệ giữa các quốc gia thành viên được nói đến trong Rigsfællesskabet. Theo đạo luật nội địa của Faroe, quần đảo Faroe tạo thành một cộng đồng dân tộc trong lòng vương quốc. Đạo luật tự trị của Greenland không ghi tương tự nhưng mô tả quốc gia Greenland như là một quốc gia được định nghĩa bởi luật pháp quốc tế với quyền tự quyết. Trong ba nước, chỉ có Đan Mạch là thành viên của Liên minh châu Âu.

## Chính quyền và chính trị

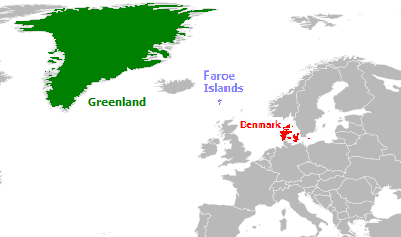
Các quốc gia cấu thành

Folketing là cơ quan lập pháp quốc gia. Nghị viện bao gồm 175 thành viên được bầu với phần đông đến từ Đan Mạch tương ứng với tỷ lệ dân số áp đảo, cộng thêm 4 thành viên chia đều cho Greenland và Faroe. Các cuộc bầu cử nghị viện được tổ chức ít nhất 4 năm một lần.

## Địa lý
Về mặt thực vật học, Đan Mạch cũng như Greenland và Quần đảo Faroe thuộc kiểu phương Bắc, gồm Bắc Cực, Đại Tây Dương kiểu châu Âu, vùng Trung Âu. Theo WWF, lãnh thổ Đan Mạch có thể phân làm hai vùng: Đại Tây Dương pha trộn với rừng và Baltic pha trộn với rừng. Quần đảo Faroe bao trùm bởi các đồng cỏ phương Bắc, trong khi Greenland có lãnh nguyên hạ Bắc Cực Kalaallit Nunaat và lãnh nguyên thượng Bắc Cực Kalaallit Nunaat nơi các tầng đất bị đóng băng vĩnh cửu.
Vương quốc Đan Mạch là nước duy nhất trên thế giới có phần lớn lãnh thổ ở phía trên vòng cực

## Lịch sử
Vào thế kỷ 8-11, người Na Uy đã phát hiện và định cư ở Hebrides, Shetlands, Orkney, Quần đảo Faroe, Iceland, Greenland và đã cố gắng thiết lập các khu định cư ở Vínland, được cho là L'Anse aux Meadows ở Newfounland, Canada ngày nay. Họ cũng đã chinh phục và định cư nhiều nơi ở Anh (Danelaw), Ireland, và Normandy và cũng đã tới Kievian Rus' ở phía đông, nơi mà sau này là nước Nga Sa Hoàng. Người Na Uy đã buôn bán hàng hóa theo các tuyến đường từ Greenland ở phía bắc đến Constantinopolis ở phía nam qua các con sông của nước Nga. Đan Mạch-Na Uy đã hợp nhất thành một nhà nước vào năm 1536.
Liên hiệp Đan Mạch- Na Uy tan rã theo Hiệp ước Kiel năm 1814, Đan Mạch theo đó được giữ các lãnh thổ phụ thuộc của Na Uy là Iceland, Quần đảo Faroe và Greenland. Đan Mạch cũng đã cai trị Ấn Độ thuộc Đan Mạch (Tranquebar nay là Tharangambadi, Tamil Nadu, Ấn Độ) từ năm 1620 đến năm 1869, Bờ biển Vàng thuộc Đan Mạch (nay là Ghana) từ năm 1658 đến năm 1850, Tây Ấn thuộc Đan Mạch (nay là Quần đảo Virgin thuộc Mỹ ở vùng Caribbean) từ năm 1671 đến năm 1917.
Iceland đã giành được quyền tự quản năm 1874, và trở thành một nhà nước với đấy đủ chủ quyền năm 1918, liên minh với Đan Mạch trong cùng một vương quốc.Người Iceland hủy bỏ chế độ quân chủ năm 1944, và năm 1948, người dân Faroe cũng giành được quyền tự trị. Vương quốc gia nhập Cộng đồng Kinh tế châu Âu (nay là Liên minh châu Âu mà không gồm Faroe năm 1973, còn Greenland rút lui năm 1985, cả hai trường hợp đều vì các chính sách về ngư trường. Greenland giành quyền tự trị năm 1979 và đề nghị được tự trị hơn nữa năm 2009 theo kết quả của cuộc trưng cầu dân ý năm 2008. Người dân Greenland sẽ nghĩ đến vấn đề độc lập nếu nhiều nguồn tài nguyên thiên nhiên được phát hiện hơn nữa và tạo ra một nền kinh tế có nhiều triển vọng.

## Các quốc gia cấu thành Vương quốc Đan Mạch
| Quốc gia            | Dân số    | Diện tích (km²) | Mật độ (trên km²) |
| Đan Mạch            | 5.519.441 | 43.094          | 127               |
| Quần đảo Faroe      | 49.006    | 1.399           | 34                |
| Greenland           | 57.564    | 2.175.600       | 0,026             |
| Vương quốc Đan Mạch | 5.626.011 | 2.220.093       | 2,5               |